# 蟲黃藻
蟲黃藻 （Zooxanthella；複數，发音为/ˌzoʊ.əzænˈθɛliː/）是囊泡虫的一種，是多種海洋動物和原生動物內的一種金黃色細胞間共生菌，特別是珊瑚綱生物，如石珊瑚和熱帶海葵等常見。蟲黃藻大多數都是自營生物，並會為宿主提供易位式還原碳化物，如：葡萄糖、甘油、氨基酸等光合作用的產物 。
蟲黃藻可以為珊瑚礁提供高達90％的能源需求。
作為回報，珊瑚為蟲黃藻提供保護、居所、營養（主要是含有氮和磷的廢料）和恆定供應光合作用所需的二氧化碳。
透過對養分、光線及對過剩細胞的驅逐，珊瑚可以控制蟲黃藻的數量，以免其過度繁殖，這個動作稱為排出共生藻，而周圍的珊瑚有些會繼續接受他們。
蟲黃藻亦有在其他原生動物（例如：foraminiferans和放射蟲）和一些無脊椎動物裡居住。 
造礁珊瑚對蟲黃藻非常倚賴，使珊瑚被限制於只能在透光區內生長。

## 外部連結
- 網絡生命大百科